# Pompey (Meurthe-et-Moselle)
Pompey település Franciaországban, Meurthe-et-Moselle megyében. Lakosainak száma 4815 fő (2022. január 1.). Pompey Custines, Frouard, Liverdun és Marbache községekkel határos.

## Népesség
A település népességének változása:
| Lakosok száma | 6281 | 5685 | 5144 | 5171 | 4848 | 4878 | 4884 | 4870 | 4857 | 4815 |
|               | 1968 | 1982 | 1990 | 2006 | 2013 | 2015 | 2017 | 2019 | 2020 | 2022 |